# Bernard U. Taylor
Bernard Underhill Taylor (* 8. Januar 1897 in Olean, New York; † 4. Juli 1987 in New York City, New York) war ein US-amerikanischer Musikpädagoge.

## Leben
Taylor war Soldat im Ersten Weltkrieg, bevor er seine musikalische Laufbahn begann. Er unterrichtete zunächst in Texas und trat 1930 in die Juilliard School of Music ein, deren Department für Gesang er bis 1953 leitete. Er war ein früher Vertreter der Gruppen-Stimmausbildung und veröffentlichte hierfür 1936 ein Textbuch. Außerdem stellte er mehrere Anthologien klassischer Lieder zusammen. Von 1942 bis 1944 war er Präsident der Singing Teachers' Association. Er beteiligte sich an der Gründung der National Association of Teachers of Singing, deren Präsident er bis 1955 war. Bis kurz vor seinem Tod gab er in New York privaten Gesangsunterricht.

## Werke
- Classic Italian songs for school and studio
- Contemporary songs in English: songs by American and English composers for recital, concert and studio use
- Great art songs of three centuries
- Songs by 22 Amercans: a collection of songs by outstanding American composers